# Руново (Вологодская область)
Руново — деревня в Вологодском районе Вологодской области.
Входит в состав Сосновского сельского поселения, с точки зрения административно-территориального деления — в Сосновский сельсовет.
Расстояние по автодороге до районного центра Вологды — 25,5 км, до центра муниципального образования Сосновки — 6 км. Ближайшие населённые пункты — Ерофейка, Новый Источник, Лапач, Стризнево, Лавкино, Меники, Чернухино.
По переписи 2002 года население — 10 человек.